# Falcons de la Llibertat del Kurdistan
Els Falcons de la Llibertat del Kurdistan (en kurd Teyrêbazên Azadiya Kurdistan, en sigles TAK) de vegades anomenats Brigada de la Venjança Kurda i de vegades com Organització dels Falcons de la Llibertat del Kurdistan són una organització militar kurda de Turquia, creada el 29 de juliol de 2004 en resposta a la manca de resposta a les ofertes de pau kurdes al govern turc. El formen principalment antics militants del Partit dels Treballadors del Kurdistan (PKK), amb nous reclutats, i alguns iraquians, iranians i sirians. El seu suposat líder és Bahoz Erdal.
El gener del 2007 fou declarada organització terrorista pels Estats Units i aquesta posició fou seguida per Europa, però Turquia no l'ha inclòs perquè la considera part del PKK.

## Context històric
Després de dècades d'opressió per part del govern turc cap a la població d'ètnia kurda a Turquia, el Partit dels Treballadors del Kurdistan (PKK) es va crear el 1978 amb l'objectiu d'establir igualtat en drets i l'autodeterminació del poble kurd a Turquia, que representen entre el 18% i el 25% de la població (segons les fonts consultades). L'any 1984, es va iniciar el conflicte armat entre el PKK i les forces de seguretat turques que ha causat la mort d'al voltant de 7.000 agents de seguretat de Turquia i més de 30.000 kurds (també, sempre, segons les fonts consultades). Durant tot el conflicte, el Tribunal Europeu de Drets Humans ha condemnat Turquia per les milers de violacions dels drets humans: execucions de civils kurds, tortura, desplaçament forçat, poblacions destruïdes, detencions arbitràries, assassinats i periodistes kurds desapareguts. Com a resultat d'un breu alto el foc el 2004, es va formar el grup Falcons de la Llibertat del Kurdistan (TAK), presentant-se com una escició del PKK i critica obertament els compromisos i acords entre el PKK i l'estat turc. El TAK s'oposa, mitjançant accions guerrilleres, a la inclusió dels kurds a Turquia i busca venjança pels kurds assassinats a mans del govern turc, més de 30.000.

## Ideologia
L'objectiu del TAK és un estat kurd independent que inclogui l'est i sud-est de Turquia. El grup s'ha oposat violentament a les polítiques del govern turc cap als ciutadans kurds.
TAK va aparèixer per primera vegada el 2004. Hi ha un debat considerable sobre el seu origen, la composició i els militants del grup. Alguns analistes turcs afirmen que el grup és o bé un grup petit integrat plenament al per al Partit dels Treballadors del Kurdistan (PKK) o un aliat. D'altres, però, suggereixen que el grup és totalment independent del PKK i que si hi ha relacions, aquestes són molt escasses. Els líders del PKK neguen tenir cap control sobre el TAK. Hi ha alguns indicis que el TAK va ser fundada per antic membres descontents del PKK. Tot i que el TAK no ha articulat una plataforma específica més enllà d'enemistat amb el règim turc, és el grup dona suport igual que ho fa el PKK a un Kurdistan independent.

## Estructura
Poc se sap sobre l'estructura interna de la TAK, i pel que sembla ni tan sols el servei secret turc (MIT) ha aclarit res sobre l'organització. Un empleat de l'agència kurdo-germana, més tard prohibida, MHA va dir al rotatiu Süddeutsche Zeitung el 2005 que els representants del TAK sempre romandrien en l'anonimat. Els Falcons de la Llibertat van reclutar una nova generació de "joves kurds frustrats", dels suburbis d'Istanbul, Izmir i Ankara, després que els seus pares haguessin de fugir de les seves poblacions als anys 90. Altres observadors creuen que el TAK són joves socialment descontents, i els consideren una nova guerrilla urbana que neix de la desesperació.

## Atemptats
Des de la seva fundació ataca sovint interessos turcs, empresaris o oficines del govern o la justícia; el 2005 va posar bombes a la zona costanera a Çeşme, i va matar cinc persones; altres 12 foren ferides per una bomba en un autocar; els hotels han estat objecte dels seus atacs. El 2006 va intentar destruir un autocar amb funcionaris de justícia, però cinc membres foren detinguts i l'operació avortada. A Istanbul també ha fet explotar alguna bomba causant algun mort. Després d'una pausa en les operacions militars del 2007 al 2009, el juny del 2010 va atacar un autocar militar a Istanbul i va matar 3 soldats i una noia.
El 19 de febrer de 2016 el TAK va reivindicar els atemptats a d'Ankara del 17 de febrer, on van assassinar 30 persones i ferir-ne 60 més, i del 13 de març de 2016, on van matar 37 persones i ferir-ne 75 més a Kızılay, Ankara. El 10 de desembre de 2016, el TAK va reivindicar un altre atemptat, prop de l'estadi del Beşiktaş a Istanbul, on moriren 38 persones, la gran majoria d'ells policies turcs.